# 6751 van Genderen
6751 van Genderen eller 1114 T-1 är en asteroid i huvudbältet som upptäcktes den 25 mars 1971 av den nederländsk-amerikanske astronomen Tom Gehrels och det nederländska astronomparet Ingrid van Houten-Groeneveld och Cornelis Johannes van Houten vid Palomarobservatoriet. Den är uppkallad efter den nederländske astronomen Arnout van Genderen.
Asteroiden har en diameter på ungefär 4 kilometer.